# 기체 분자 운동론

기체 분자 운동론(kinetic theory of gases)은 기체 분자의 운동을 설명하기 위한 가설. 이 이론에서는 다음과 같은 가정을 만족시키는 이상 기체를 가정한다.

## 가정
1. 기체 분자는 질량은 존재하지만, 부피는 존재하지 않는다.
2. 기체 분자는 서로간에 힘을 주고받지 않는다.
3. 기체 분자가 일으키는 모든 충돌은 완전 탄성 충돌이다.
4. 기체는 어떤 온도나 압력에도 절대로 액화 또는 승화되지 않는다.
5. 기체 분자의 평균 운동 에너지는 절대 온도에만 비례하며, 분자의 크기, 모양 및 종류에는 영향을 받지 않는다.

{\displaystyle E={{3} \over \ {2}}kT}

## 가정 보충
순수한 기체는 많은 개수의 동일한 분자로 구성되어 있으며, 이 분자들은 자신의 크기보다 훨씬 큰 거리를 두고 멀리 떨어져 있다.
가정3의 내용을 보충하면 '기체 분자들은 속력의 분포를 가지고 있으며, 무질서하게 움직인다.'

## 제곱평균제곱근 속도(Root Mean Square)
위의 가정들에 따라, 열역학적으로 이상 기체 분자 하나의 제곱평균제곱근 속도를 유도할 수 있다.
X축의 양의 방향으로 움직이는 이상 기체 분자 하나의 운동량은 다음과 같다.
mv(충돌 전 운동량)
이후 이 기체 분자가 벽면에 완전 충돌을 하였다고 가정하면,
-mv(충돌 후 운동량)
충돌 전후의 이상 기체 분자의 운동량의 변화량은,
|-mv-mv|=|-2mv|=2mv
어떤 벽에서 vxΔt (Δt의 시간동안 vx의 속도로 움직인 거리)의 거리만큼 떨어져 있는 분자들은 Δt의 시간동안 벽에 부딪히게 된다.
벽의 면적이 A라고 할 때, 일정 부피 AvxΔt 안에 있는 모든 분자들은 벽에 닿게 된다.
N개의 이상 기체 분자들이 일정 부피 V 안에 있다고 가정한다.
V의 부피 안에 N개의 기체 분자들이 있다고 가정하면 다음과 같은 비례식이 성립한다.
AvxΔt: x = V: N
x = AvxΔtN/V
벽을 향해 이상 기체 분자 하나가 다가올 확률은 1/2이므로, 평균 충돌 횟수는 다음과 같다.
1/2x = AvxΔtN/2V
한 번의 충돌 당 2mvx만큼의 운동량이 변화하므로, AvxΔtN/2V 회 충돌 시 운동량의 변화는 다음과 같다.
(AvxΔtN/2V)* 2mvx= Avx2mΔtN/V
힘은 Δt의 시간 동안 변화한 운동량이므로, 위에서 구한 운동량의 변화를 Δt로 나눠 주면 다음과 같다.
(Total momentum change)/(Δt)=Avx2mN/V
한편, 압력P은 힘을 면적으로 나눈 값이므로 위에서 구한 힘을 면적 A로 나눠 주면 다음과 같다.
P=vx2mN/V
실제 압력은 평균 속력을 이용해야 하므로, 평균 속력인 vrms를 사용해야 한다.
vrms2 = vx축 방향으로의 평균2 + vy축 방향으로의 평균2 + vz축 방향으로의 평균2
또한 이 분자는 무작위한 방향으로 운동한다고 가정하므로 vx축 방향으로의 평균 = vy축 방향으로의 평균 = vz축 방향으로의 평균이라 할 수 있다. 따라서,
vrms2= 3vx축 방향으로의 평균2 이 성립한다.
정리하자면, 앞에서 구한 P=vrms2mN/3V = vrms2mnNa/3V = vrms2nM/3V
(n=분자 몰수, Na=아보가드로수, M= 몰 질량)
그러므로 PV = nMvrms2/3 = 일정 (일정 온도에서).
이로부터 보일의 법칙을 확인할 수 있다.
위의 식으로 평균 운동 에너지를 유도하자면 이상 기체 방정식에 의해,
PV = nMvrms2/3 = nRT, (R = 기체 상수, T = 절대 온도)
vrms = (3RT/M)0.5 = (3kbT/m)0.5, (kb = R/Na)
E평균 운동 에너지 = mvrms2/2 = 3kbT/2

## 같이 보기
- 기체
- 내부에너지